# Брынь (Ивано-Франковская область)
Брынь (укр. Бринь) — село в Галичской городской общине Ивано-Франковского района Ивано-Франковской области Украины.
Село находится на левом берегу реки Луквы, за 15 км от Галича и за 4,5 км от ж/д станции села Боднаров. Через село проходит автодорога.
В селе проживает около 700 человек.

## Происхождение названия
Существует несколько версий происхождения названия села.
1. От укр. слова «бриніти» (рус. «звенеть»), которое означало: гудение пчел, которые в больших количествах водились в окрестных лесах; перезвон молотов в кузницах; лязг мечей в боях.
2. От укр. фамилии «Бриньк» (рус. «Брыньк»), которое принадлежало основателю или первому владельцу села.
3. От старославянского «дебринь», которое со временем, трансформировалось в топоним «Бринь (укр.)». Наиболее вероятной является последняя версия. Это подтверждает тот факт, что территория села Брынь была пропахана многими потоками, ярами, которые были покрыты могучими лесами, топями. Это создавало непроходимые дебри, что и было поводом дать название селу Брынь.

## История
На территории села исследованы несколько погребений культуры карпатских курганов — IV—V ст. и поселение времен Киевской Руси. Вблизи с. Сапогов (соседнее село) найден бронзовый водолей XI—XIII веков.
Первое упоминание о селе датируется 1555 годом.
В исторических документах про приходскую школу с. Брынь впервые упомянуто в 1858 году. Примерно в 1870-х годах открыли народную школу. В 1906 г. Брынськая школа стала учебным заведением с преподаванием на украинском языке. Расцвета она достигла в 1910 г., когда директором и учителем стал Юрий Припхан, истинный патриот Украины. Политике полонизации в межвоенный период крестьяне противопоставили сплочение и подъём национального сознания, против чего польская власть бросила все силы. Станиславский воевода 30.08.1938 запретил деятельность читальни общества «Просвита» в селе.
1950 — школа стала 7-летней, а через некоторое время — 8-летней. Новая двухэтажная школа построена в 1986 году.
2000 — в школе установили мемориальную доску в честь народного учителя Юрия Припхана.
В советское время в селе была размещена бригада колхоза им. Мичурина, которая специализировалась на выращивании зерновых и технических культур и разведении молочно-мясного скота.

## Административное устройство
Площадь территории села: 834,1 Га (в том числе: лес: 155,4 Га; Пастбищ: 95,7 Га).

## Наше время
В селе есть 9-летняя школа, медпункт, клуб, 2 библиотеки, 2 магазина, филиал отделения связи, детский садик, сберегательная касса, две лесопилки

## Известные люди
Оксана Манюх (Припхан) — участница подполья ОУН, узник Гулага, дочь Юрия Припхана, жена известного хирурга (тоже узника Гулага) Владимира Манюха.
Федор Королюс (Королюк) (псевдо: «Колчак») — поручик УПА, в.о. командира ТВ-23 «Магура», погиб 07.04.1945 г., в селе «Брынь», в бою с войсками НКВД.

## Достопримечательности
- 1. Памятник жителям сёл Брынь и Сапогов, погибшим в годы войны 1941-45 гг.
- 2. Церковь старая
- 3. Церковь Новая
- 4. Капличка
- 5. Могила воинов УПА, которые погибли на территории с. Брынь (07.04.1945 г.)
- 6. Могила советских воинов.